# All You Need Is Now
Albums de Duran Duran
Live at Hammersmith '82!
(2009) A Diamond in the Mind: Live 2011
(2012)
Singles
1. All You Need Is Now
Sortie : 8 décembre 2010
2. Girl Panic!
Sortie : 16 avril 2011

All You Need Is Now est le 13e album studio du groupe anglais Duran Duran, sorti en 2010.
Cet opus sort tout d'abord le 21 décembre 2010 en téléchargement légal et est disponible en 2 éditions : une « normale » et une « spéciale Europe » intitulée From Mediterranea With Love. Une version CD Deluxe et vinyle sort le 22 mars 2011 avec davantage de titres.

## Historique
Le groupe commence à travailler sur ce nouvel album sans avoir de label. En effet, à la suite de l'échec de Red Carpet Massacre, le contrat avec Sony BMG n'a pas été reconduit. Les membres du groupe révèlent rapidement que ce nouvel opus sera produit par Mark Ronson, un grand fan du groupe ! Son objectif est de réaliser la « suite » de Rio, second album de Duran Duran sorti en 1982. Mark Ronson explique que, selon lui, le groupe s'était ensuite perdu avec son troisième album, Seven and the Ragged Tiger (1983).
Les sessions en studio débutent le 2 février 2009 à Londres. Pour la première fois, le guitariste Dominic Brown, collaborateur du groupe depuis Red Carpet Massacre, participe à l'enregistrement des chansons en studio. Il n'est cependant pas officialisé comme membre à part entière du groupe. En parallèle à cet album, Mark Ronson travaille aussi sur son album solo, Record Collection. Il explique que sa collaboration avec Duran Duran l'a très influencé : 

« En produisant l'album de Duran Duran en juin 2009, j'ai redécouvert le synthé et je suis définitivement tombé amoureux de ce son. Nous sommes donc arrivés en studio avec tous ces synthés et batteries en nous demandant : “Qu'est ce qu'on va faire ?” [...] Nous avons obtenu un son assez 60's proche de celui de Back to Black mélangé à quelque chose de plus 80's. »

— Mark Ronson, Dedicate, 2010
Le 25 août 2010, Nick Rhodes publie une vidéo sur YouTube disant que le nouvel album est en phase de finition.
L'album sort sur iTunes le 21 décembre 2010. La version proposée en téléchargement contient 9 titres. Deux jours plus tard, le maxi From Mediterranea with Love sort, lui aussi sur iTunes. Il contient la chanson inédite Mediterranea ainsi que des versions live d'anciens tubes du groupe, (Reach Up for The) Sunrise et Ordinary World. En mars 2011, l'album sort en CD avec 14 titres sur le label Tapemodern, créé par Nick Rhodes et Stephen Duffy, ancien membre du groupe à la fin des années 1970.

## Critiques
L'album est plutôt bien accueilli par la critique musicale, qui souligne la collaboration avec Mark Ronson. Dans Mojo, on peut ainsi lire : « Prenez Roxy Music, ajoutez Kraftwerk, saupoudrez d'un peu de Chic, vous obtenez Duran Duran ». En juin 2011, Rock & Folk, souvent très critique envers le groupe, accorde trois étoiles à l'album. Jérôme Soligny y écrit notamment « S'il n'est pas exactement le successeur de Rio, disque emblématique des Duran, rêvé par Ronson, All You Need Is Now mérité l'attention de ceux que les mélodies grandiloquentes surfant sur des vagues frisées d'écume synthétique (et de jolies cordes), séduisent ». Le magazine insèrera ensuite la chanson Safe sur son CD offert avec son numéro estival.
Dans Magic, Matthieu Grunfeld écrit : « On ne comprendra jamais vraiment pourquoi Duran Duran continue de se traîner une réputation de ringards superficiels alors que tant d'autres de ses contemporains (Talk Talk, Depeche Mode) ont depuis longtemps bénéficié d'une remise de peine pour le moins indulgente après s'être rendus coupables de délits musicaux et capillaires bien moins ragoûtants. Tous ceux qui refusent de mourir étouffés par la mauvaise foi et les a priori infondés accepteront peut-être d'entendre alors l'incontournable vérité sans éclater de rire : All You Need Is Now est un album absolument fantastique ».

## Singles
Le premier single est All You Need Is Now, produit par Mark Ronson et commercialisé sur iTunes dès le 8 décembre 2010,.
Girl Panic! sort le 21 décembre 2010 en téléchargement, puis en vinyle 7" limité en avril 2011.
Leave a Light On sort en single promotionnel uniquement au Royaume-Uni en mai 2011. Le titre se classe 31e au Billboard Adult Pop Songs.

## Liste des titres
| 1. | All You Need Is Now                                       | Duran Duran, Mark Ronson, Dominic Brown               | 4:34 |
| 2. | Blame the Machines                                        | Duran Duran, Dominic Brown                            | 4:11 |
| 3. | Being Followed                                            | Duran Duran, Dominic Brown                            | 3:47 |
| 4. | Leave a Light On                                          | Duran Duran, Dominic Brown                            | 4:36 |
| 5. | Safe (In the Heat of the Moment) (featuring Ana Matronic) | Duran Duran, Ana Matronic, Mark Ronson, Dominic Brown | 3:59 |
| 6. | Girl Panic!                                               | Duran Duran, Mark Ronson, Dominic Brown               | 4:31 |
| 7. | The Man Who Stole a Leopard (featuring Kelis)             | Duran Duran                                           | 6:13 |
| 8. | Runway Runaway                                            | Duran Duran, Dominic Brown                            | 3:04 |
| 9. | Before the Rain                                           | Duran Duran                                           | 4:12 |

| 1.  | All You Need Is Now                                       | Duran Duran, Mark Ronson, Dominic Brown               | 4:34 |
| 2.  | Blame the Machines                                        | Duran Duran, Dominic Brown                            | 4:11 |
| 3.  | Being Followed                                            | Duran Duran, Dominic Brown                            | 3:47 |
| 4.  | Leave a Light On                                          | Duran Duran, Dominic Brown                            | 4:36 |
| 5.  | Safe (In the Heat of the Moment) (featuring Ana Matronic) | Duran Duran, Ana Matronic, Mark Ronson, Dominic Brown | 3:59 |
| 6.  | Girl Panic!                                               | Duran Duran, Mark Ronson, Dominic Brown               | 4:31 |
| 7.  | A Diamond in the Mind                                     | Duran Duran, Mark Ronson, Dominic Brown               | 1:15 |
| 8.  | The Man Who Stole a Leopard (featuring Kelis)             | Duran Duran                                           | 6:13 |
| 9.  | Other People's Lives                                      | Duran Duran, Mark Ronson, Dominic Brown               | 3:43 |
| 10. | Mediterranea                                              | Duran Duran, Mark Ronson, Dominic Brown               | 5:38 |
| 11. | Too Bad You're So Beautiful                               | Duran Duran, Dominic Brown, Nick Hodgson              | 4:54 |
| 12. | Runway Runaway                                            | Duran Duran, Dominic Brown                            | 3:04 |
| 13. | Return to Now                                             | Duran Duran, Mark Ronson, Dominic Brown               | 1:33 |
| 14. | Before the Rain                                           | Duran Duran                                           | 4:12 |

| 15. | Networker Nation                      | Duran Duran, Dominic Brown              | 3:10 |
| 16. | All You Need Is Now (Youth Kills Mix) | Duran Duran, Mark Ronson, Dominic Brown | 4:55 |

| 15. | Networker Nation | 3:10 |

| 16. | Early Summer Nerves  | Dominic Brown, Duran Duran | 3:04 |
| 17. | Too Close to the Sun | Duran Duran                | 5:16 |
| 18. | This Lost Weekend    | Duran Duran                | 3:12 |

## Classements
| Classements / pays (2010–11)                                | Meilleure position |
| ----------------------------------------------------------- | ------------------ |
| Australie - ARIA Charts                                     | 79                 |
| Autriche - IFPI                                             | 62                 |
| Belgique (région flamande) - Ultratop                       | 77                 |
| Belgique (région wallonne et Bruxelles-Capitale) - Ultratop | 1                  |
| Canada - Canadian Albums Chart                              | 52                 |
| République tchèque - IFPI                                   | 12                 |
| Pays-Bas - MegaCharts                                       | 23                 |
| Allemagne - GfK Entertainment                               | 39                 |
| Irlande - Irish Albums Chart                                | 78                 |
| Italie - FIMI                                               | 10                 |
| Pologne - ZPAV                                              | 39                 |
| Russie                                                      | 16                 |
| Écosse                                                      | 17                 |
| Suisse - Schweizer Hitparade                                | 28                 |
| Royaume-Uni - UK Albums Chart                               | 11                 |
| Royaume-Uni - UK Indie Chart                                | 4                  |
| États-Unis - Billboard 200                                  | 29                 |
| États-Unis - Rock Albums                                    | 7                  |
| États-Unis - Alternative Albums                             | 7                  |
| États-Unis - Independent Albums                             | 6                  |

## Crédits
Duran Duran
- Simon Le Bon : chant
- Nick Rhodes : claviers
- John Taylor : basse
- Roger Taylor : batterie

## Musiciens additionnels
- Dominic Brown : guitare, guitare synthétiseur
- Simon Willescroft : saxophone
- Nina Hossain : chant et soliloque (2, 7)
- Anna Ross : chœurs (3)
- Jamie Walton : violoncelle (3, 9)
- Mark Ronson : guitare (4), producteur de l'album
- Tawiah : chœurs (5)
- Ana Kirby (Ana Matronic) : chant (5)
- Owen Pallett : arrangement des cordes, chef d'orchestre (7)
- The St. Kitts String Octet : cordes (7)
- Kelis : chant (8)

## Production
- Mark Stent : mixage
- Ted Jensen : mastering